# Paragominas Futebol Clube
Paragominas Futebol Clube é uma agremiação poliesportiva, da cidade de Paragominas, no estado do Pará. É também conhecido como "Jacaré do Norte" e seu estádio é a Arena do Município Verde.
Em seu primeiro ano de atividades profissionais no meio futebolístico, o PFC, conseguiu a conquista da segunda divisão paraense, ao vencer o também estreante Santa Cruz de Cuiarana nos pênaltis por 4 a 3, ao perder a primeira partida em casa por 2 a 1, e vencer em Cuiarana também por 2 a 1.

## História
O clube foi fundado em 6 de março de 2012, segundo o presidente do clube, Jorge Coqueiro, pois ele não queria que o recém-inaugurado estádio da cidade, Arena do Município Verde, que havia sido inaugurado em janeiro, ficasse "abandonado" devido a falta de um clube na região para representá-lo.
No mesmo ano em que foi fundado, a equipe ganhou campeonato paraense da segunda divisão e chance de disputar a primeira divisão do Campeonato Paraense.
Em 2013, na sua primeira participação na fase principal do Campeonato Paraense, o Paragominas conseguiu se classificar em quarto lugar no primeiro turno do torneio, ganhando o direito de disputar as semi-finais deste turno. Contra um Remo embalado pela ótima campanha na fase classificatória, o Paragominas foi eliminado depois de um empate em 2x2 no primeiro jogo na Arena Verde e de uma derrota por 2x0 no Mangueirão.
Já no segundo turno da competição, a equipe que contara com menos de um ano de vida, surpreendeu a todos a fazer uma excelente campanha na fase classificatória. Desbancando os favoritos da capital, o Paragominas conseguiu se classificar em primeiro e ganhou, além do direito de jogar as semi-finais, a vantagem de decidir em casa e de jogar por dois resultados iguais contra os seus adversários nesta fase final.
Depois de uma heróica classificação para a final contra a Tuna, depois de um 0x0 em Belém e um 2x1 em Paragominas, o Jacaré conseguia fazer história ao alcançar, em apenas um ano de vida, uma inédita classificação para a Copa do Brasil de 2014.
Mas a torcida de Paragominas queria mais, e assim, teve pela frente na grande final do segundo turno, novamente, o respeitável time do Remo. Jogando com a vantagem de dois resultados iguais, o Paragominas sucumbiu no primeiro jogo em Belém por 1x0, resultado que ainda mantinha as esperanças dos torcedores do município verde pela conquista da taça.
Assim, no dia 05/05/2013, o Jacaré do Norte conseguiu em um jogo memorável, a vitória por 3x1 e a histórica classificação do time não apenas à final do Campeonato Paraense, mas também à Série D do Campeonato Brasileiro, desbancando assim o tradicional time do Remo, e realizando um feito que dificilmente será repetido por algum outro time com tão pouco tempo de vida.
Em 2020 o Paragominas volta a ser destaque no futebol Paraense, iniciando o campeonato sob o comando de Rogérinho Gameleira e posteriormente com Róbson Melo, o clube conseguiu classificação para a fase final do Campeonato Paraense e consequentemente classificação para a Série D 2021. O jacaré foi eliminado do estadual pelo Paysandu pelo placar de 2x0 após ter vencido o 1º jogo pelo placar de 3x2, sendo esta a 1ª vitória oficial do clube diante dos bicolores.
Em 2022 foi rebaixado no Campeonato Paraense após terminar na vice lanterna do campeonato com 7 pontos em 8 jogos.

## Estatísticas
|  | Participações em 2025 |

| Competição | Competição          | Temporadas | Melhor campanha         | Estreia | Última | P | R |
| Pará       | Campeonato Paraense | 10         | Vice-campeão (2013)     | 2013    | 2022   |   | 1 |
| Pará       | Série A2            | 4          | Campeão (2012)          | 2012    | 2025   | 1 | – |
|            | Copa Verde          | 1          | Oitavas-de-final (2014) | 2014    | 2014   |   |   |
| Brasil     | Série D             | 2          | 11º colocado (2021)     | 2013    | 2021   | – |   |
| Brasil     | Copa do Brasil      | 1          | 1ª fase (2014)          | 2014    | 2014   |   |   |

### Temporadas
- Participações na Série D: 1 vez — 2013.
- Participações na Copa do Brasil: 1 vez — 2014.

Legenda:
| Campeão Vice-campeão | Rebaixamento Acesso |

## Títulos[10]
| Estaduais | Estaduais                      | Estaduais | Estaduais  |
|           | Competição                     | Títulos   | Temporadas |
| --------- | ------------------------------ | --------- | ---------- |
|           | Taça Estado do Pará            | 1         | 2013       |
|           | Campeonato Paraense - Série B1 | 1         | 2012       |

## Treinadores

### Ordem cronológica
- Apenas partidas oficiais.

| Treinador                    | entrada    | saída      | J  | V  | E | D | GP | GC | %     | Títulos                             |
| ---------------------------- | ---------- | ---------- | -- | -- | - | - | -- | -- | ----- | ----------------------------------- |
| Fran Costa                   | 12/09/2012 | 03/02/2013 | 23 | 12 | 7 | 4 | 54 | 31 | 62,31 | Campeonato Paraense (Série B1) 2012 |
| Róbson Melo (Interino)       | 07/02/2013 | 07/02/2013 | 1  | 1  | 0 | 0 | 1  | 0  | 100   |                                     |
| Charles Guerreiro            | 11/02/2013 | 24/05/2013 | 15 | 7  | 2 | 6 | 23 | 25 | 51,11 | Taça Estado do Pará de 2013         |
| Cacaio                       | 24/05/2013 | 12/03/2014 | 20 | 7  | 8 | 5 | 31 | 26 | 48,33 |                                     |
| Flávio Goiano                | 13/03/2014 | 13/04/2014 | 7  | 2  | 0 | 5 | 7  | 14 | 33,33 |                                     |
| Fran Costa                   | 23/12/2014 | 26/02/2015 | 4  | 1  | 1 | 2 | 5  | 5  | 33,33 |                                     |
| Charles Guerreiro            | 27/02/2015 | 12/04/2015 | 6  | 2  | 2 | 2 | 7  | 4  | 44,44 |                                     |
| Mário Henrique               | 14/12/2015 | 17/02/2016 | 4  | 1  | 0 | 3 | 6  | 10 | 25    |                                     |
| Samuel Cândido               | 03/03/2016 | 12/04/2016 | 6  | 3  | 2 | 1 | 8  | 5  | 61,11 |                                     |
| Cacaio                       | 08/12/2016 | 23/02/2017 | 6  | 2  | 0 | 4 | 8  | 12 | 33,33 |                                     |
| Carlos Alberto Costa Dias    | 25/02/2017 | 26/03/2017 | 3  | 0  | 1 | 2 | 3  | 5  | 11,11 |                                     |
| Charles Guerreiro (Interino) | 27/03/2017 | 27/03/2017 | 1  | 0  | 1 | 0 | 1  | 1  | 33,33 |                                     |
| Cacaio                       | 11/12/2017 | 19/02/2018 | 6  | 1  | 3 | 2 | 7  | 7  | 33,33 |                                     |
| Charles Guerreiro            | 19/02/2018 | 18/03/2018 | 4  | 1  | 2 | 1 | 5  | 5  | 41,66 |                                     |
| Samuel Cândido               | 22/11/2018 | 31/03/2019 | 10 | 4  | 4 | 2 | 14 | 13 | 53,33 |                                     |
| Rogérinho Gameleira          | 09/11/2019 | 02/03/2020 | 6  | 3  | 1 | 2 | 10 | 9  | 55,55 |                                     |
| Róbson Melo                  | 02/03/2020 | 19/08/2020 | 6  | 3  | 0 | 3 | 10 | 11 | 50    |                                     |
| Júlio César Garcia           | 25/12/2020 | 4/04/2021  | 4  | 1  | 1 | 2 | 4  | 7  | 33,33 |                                     |
| Matheus Lima                 | 04/04/2021 | 06/06/2021 | 5  | 0  | 3 | 2 | 6  | 8  | 20    |                                     |
| Róbson Melo                  | 07/06/2021 | 3/10/2021  | 17 | 9  | 5 | 3 | 31 | 22 | 62,74 |                                     |
| Marcinho Guerreiro           | 22/11/2021 | 12/02/2022 | 5  | 1  | 1 | 3 | 6  | 7  | 26,66 |                                     |
| Samuel Candido               | 14/02/2022 | 6/03/2022  | 3  | 0  | 3 | 0 | 2  | 3  | 33,33 |                                     |

## Presidentes
| Presidente        | Período | Fonte         |
| Jorge Coqueiro    | 2012-13 | [ 39 ]        |
| Laércio Rossoni   | 2014-15 | [ 40 ]        |
| Charles Guerreiro | 2016-18 | [ 41 ] [ 42 ] |
| Bill Campineiro   | 2019    | [ 43 ]        |
| Ivanildo Gomes    | 2019-20 | [ 44 ]        |
| Paulo Toscano     | 2021-22 |               |

## Maiores goleadas
Paragominas 5 x 0 Carajás - Campeonato Paraense 2020.

Paragominas 4 x 0 Plácido de Castro - Série D 2013.